# Miguel Rojas
Pour les articles homonymes, voir Rojas.
Miguel Elias Rojas Naidernoff (né le 24 février 1989 à Los Teques, Miranda, Venezuela) est un joueur d'arrêt-court des Dodgers de Los Angeles de la Ligue majeure de baseball.

## Carrière

### Dodgers de Los Angeles
Miguel Rojas signe son premier contrat professionnel en 2005 avec les Reds de Cincinnati. Il joue en ligues mineures dans l'organisation des Reds de 2006 à 2012 avant de rejoindre celle des Dodgers de Los Angeles l'année suivante. Il fait ses débuts dans le baseball majeur avec les Dodgers le 6 juin 2014. Le 8 juin, il réussit son premier coup sûr au plus haut niveau contre le lanceur Matt Belisle des Rockies du Colorado. Ce coup sûr en 6e manche fait marquer son coéquipier Jamie Romak, une recrue qui lui aussi est sur l'alignement partant pour la première fois ce jour-là.
En 85 matchs des Dodgers en 2014, Rojas ne frappe que pour ,181 de moyenne au bâton. Il joue surtout à l'arrêt-court mais aussi au troisième coussin. Les partisans des Dodgers se souviennent surtout de son passage avec l'équipe pour un jeu défensif réalisé comme troisième but le 18 juin 2014, alors qu'il sauve le match sans point ni coup sûr de son coéquipier Clayton Kershaw en volant sinon un double au moins un coup sûr à l'avant-champ à Troy Tulowitzki des Rockies du Colorado.
Son premier coup de circuit dans les majeures est frappé le 9 juillet 2014 contre le lanceur Max Scherzer des Tigers de Détroit.

### Marlins de Miami
Le 10 décembre 2014, Miguel Rojas est échangé aux Marlins de Miami avec le joueur de deuxième but Dee Gordon et le lanceur partant droitier Dan Haren dans une transaction qui envoie chez les Dodgers le lanceur de relève droitier Chris Hatcher, le receveur-deuxième but des ligues mineures Austin Barnes, le joueur d'utilité Enrique Hernández et le lanceur gaucher Andrew Heaney.